# Marlène Schiappa
Pour les articles homonymes, voir Schiappa.
Marlène Schiappa (/ʃjapa/,), née le 18 novembre 1982 à Paris, est une femme politique et essayiste française.
Adjointe au maire du Mans et conseillère communautaire au Mans Métropole à partir de 2014, elle est également responsable du pôle « égalité femmes-hommes » de La République en marche.
Entre mai 2017 et juillet 2020, elle est secrétaire d'État chargée de l'Égalité entre les femmes et les hommes et de la Lutte contre les discriminations ; elle porte alors la loi renforçant la lutte contre les violences sexuelles et sexistes. Elle est ensuite, jusqu'en mai 2022, ministre déléguée auprès du ministre de l'Intérieur, chargée de la Citoyenneté au sein du gouvernement Castex. En juillet 2022, elle est nommée secrétaire d'État chargée de l’Économie sociale et solidaire et de la Vie associative auprès de la Première ministre, dans le gouvernement Borne. En juillet 2023, elle est écartée du gouvernement, vivement critiquée pour sa gestion du fonds Marianne.
Écrivaine, elle a publié 36 livres, dont 10 depuis son entrée au gouvernement. Elle signe de son nom, ou, dans le cas de romans érotiques, du nom de plume Marie Minelli.

## Biographie

### Famille
Bien qu'elle affirme provenir d'un milieu modeste, Jean-Marc Schiappa, son père, est historien, militant de la libre-pensée et trotskiste lambertiste. Catherine Marchi, sa mère, est proviseure adjointe d'établissement scolaire, féministe, ancienne militante politique et syndicale, également trotskiste lambertiste, envoyée faire de l'entrisme au sein de la Ligue communiste. Le couple a eu deux autres filles et un garçon.
Du fait de son engagement en faveur d'Emmanuel Macron, son père, lui-même militant trotskiste, s'oppose régulièrement à ses prises de positions publiques,,. Il s'engage en 2021 dans la campagne présidentielle de Jean-Luc Mélenchon.
Elle s'est mariée à 19 ans et a divorcé quelques semaines après, ce qu'elle décrit comme « une erreur de jeunesse ». Elle se remarie en 2006 avec Cédric Bruguière, consultant en ressources humaines et essayiste, avec lequel elle a deux filles et dont elle se sépare en 2022. Depuis, elle est en couple avec Matthias Savignac, président de la Mutuelle générale de l'Éducation nationale (MGEN), rencontré en novembre 2022,. Le 14 mai 2025, l’ancienne secrétaire d’État chargée de l’Économie sociale et solidaire révèle être enceinte de son troisième enfant.

### Formation
Marlène Schiappa affirme qu'à 17 ans, en rébellion contre son père trotskiste, elle prépare le concours de la gendarmerie mais ne s'y présente pas. Après un baccalauréat économique et social option russe, elle étudie la géographie pendant un an à la Sorbonne, mais s’en désintéresse rapidement. Elle travaille ensuite au sein de l’agence de communication Euro RSCG (aujourd'hui Havas Worldwide). Puis, pendant un congé maternité, elle obtient une licence de communication et nouveaux médias, mention écritures électroniques par validation des acquis auprès de l’université de Grenoble,.

### Écrits, en ligne et en librairies
Marlène Schiappa démissionne de Havas Worldwide en 2007 afin de s'occuper de sa fille et s'établit à son compte. Elle réalise alors les difficultés de conjuguer sa vie professionnelle et familiale. En 2008, elle crée le blog Maman travaille, qui se présente comme « le premier réseau des mères actives », qui touche rapidement un large public,. En 2008, ce réseau devient une association loi de 1901 promouvant l'égalité parentale et la conciliation entre la vie professionnelle et la vie privée qui porte 10 propositions auprès des entreprises et responsables politiques, en particulier l'allongement et le meilleur paiement du congé paternité. Régulièrement, l'association organise des journées Maman travaille ainsi que des ateliers et des conférences. Elle est à l'origine du concept de « plafond de mère » exposé dans ses travaux de recherches.
Maman travaille a créé le Pacte Transparence Crèches, qui vise à rendre publics les critères d'attribution des places en crèche grâce à des critères de transparence. Dans la foulée, une pétition de plus de 20 000 signatures demande la généralisation de ce Pacte.
Elle a écrit plusieurs chroniques sur l'égalité entre les femmes et les hommes depuis 2007, notamment dans son webzine Lespasionarias en 2007, Neuilly-Bondy Blog, son blog Mamantravaille, le blog Jaime-ma-famille avec Loïc Lecanu.
Écrivaine, elle a publié 36 livres, dont 10 depuis son entrée au gouvernement,. Elle signe de son nom, ou, dans le cas de romans érotiques, du nom de plume Marie Minelli. À partir de 2010, Marlène Schiappa publie plusieurs ouvrages sous ce pseudonyme, dans une collection décalée de présentation des pratiques sexuelles aux éditions La Musardine. Certaines lui vaudront des critiques, notamment de Daria Marx qui trouve l'un des livres insultant et grossophobe, ; elle reconnaîtra à ce sujet « des maladresses ».

## Parcours politique

### Élue au Mans
En 2001, elle est candidate aux élections municipales à Paris dans le quatorzième arrondissement sur « une liste associative de gauche ».
Installée au Mans à la fin des années 2000, elle est repérée par le maire PS Jean-Claude Boulard. Pour les élections municipales de mars 2014, elle se présente sur la liste d'union de la gauche du maire, en quatorzième position, sans pour autant adhérer au PS. À l'issue du scrutin, elle est élue au conseil municipal de la ville et au conseil communautaire de Le Mans Métropole. Lors de la séance d'installation, le 4 avril, elle devient adjointe au maire, chargée de l'égalité, de la lutte contre les discriminations et de la charte LGBT.
À la fin du mois de mai 2014, elle annonce avec Assia Benziane, adjointe au maire de Fontenay-sous-Bois, la création du Mouvement des élus français pour l'égalité (MEFE).
À l'occasion des élections départementales de 2015, elle se présente dans le canton du Mans-3 sous les couleurs de La Sarthe à gauche (binôme du Parti socialiste). Au second tour, le binôme qu'elle forme avec Stéphane Chevet est battu, recueillant 43,1 % des voix.
En janvier 2016, Marlène Schiappa devient conseillère communautaire déléguée à l'attractivité économique du territoire et l'innovation technologique.

### Candidatures à Paris, conseillère ministérielle puis soutien à Emmanuel Macron
En mars 2016, après l'ajustement du gouvernement Manuel Valls, la ministre des Familles, de l'Enfance et des Droits des femmes, Laurence Rossignol, la nomme à son cabinet. Sa mission prend fin en juin 2016.
Dans le cadre de l'élection présidentielle de 2017, elle s'engage derrière Emmanuel Macron, dont elle devient l'un des 100 délégués sur le territoire. Poursuivant son engagement dans le mouvement En marche, Marlène Schiappa fait plusieurs introductions de meetings d'Emmanuel Macron (Lyon, Angers, Bastia, Le Mans). Elle est nommée responsable du pôle « égalité femmes-hommes » (coordonnant son programme sur le sujet) et déléguée à l'égalité femmes-hommes, annoncée comme « grande cause nationale du quinquennat » après l'élection. Emmanuel Macron la nomme à la commission nationale d'investiture chargée de choisir les candidats aux élections législatives pour La République en marche sous la présidence de Jean-Paul Delevoye.
Lors des élections municipales de 2020 à Paris, au sein de la campagne conduite par Benjamin Griveaux puis Agnès Buzyn, elle est candidate en deuxième position sur la liste LREM dans le 14e arrondissement, qui échoue en quatrième position avec 8,6 % des voix, ce qui empêche Marlène Schiappa d'obtenir un siège. Lors des élections régionales de 2021 en Île-de-France, elle est tête de liste de la majorité présidentielle (LREM) dans le département de Paris. Interrogée sur une éventuelle candidature en janvier 2021, elle déclarait pourtant préférer « laisser des places pour des talents qui seront nos renforts de demain ».
Elle présente le taux d'absentéisme (92 %) le plus élevé du conseil régional au second semestre 2022.

### Secrétaire d'État chargée de l'Égalité entre les femmes et les hommes

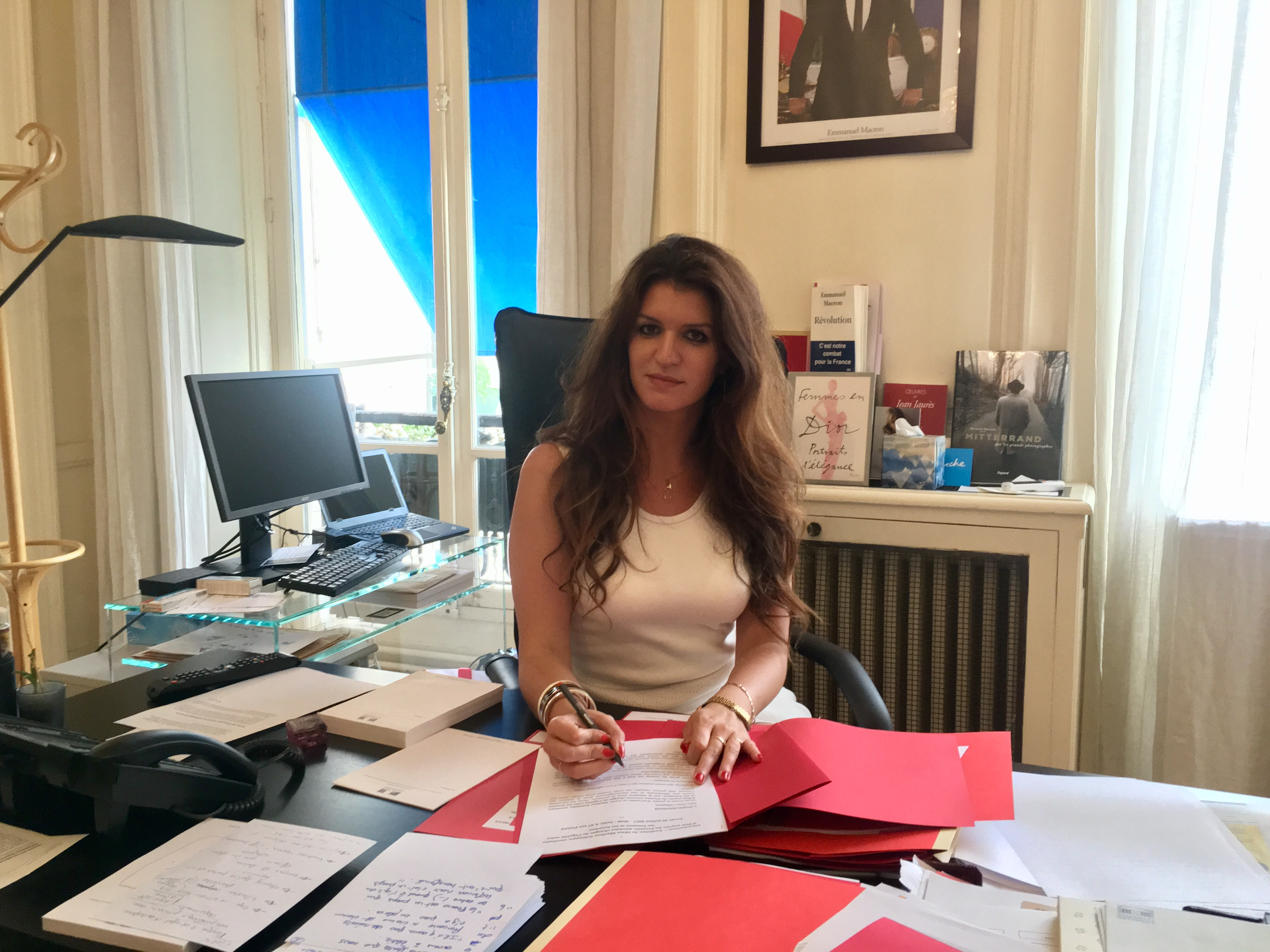
Marlène Schiappa à son bureau de secrétaire d'État en 2017.

Le 17 mai 2017, elle est nommée secrétaire d'État chargée de l'Égalité entre les femmes et les hommes dans le gouvernement Édouard Philippe, premier gouvernement formé sous la présidence d'Emmanuel Macron. Le 25 novembre 2017, le président de la République fait de l’égalité entre les femmes et les hommes « la grande cause du quinquennat». Cette annonce a lieu dans le sillage de l'affaire Harvey Weinstein et des mouvements #MeToo et #BalanceTonPorc et est suivie de plusieurs initiatives : des opérations de sensibilisation lors du Festival de Cannes ; des « universités d'été du féminisme » à la maison de la Radio ; un Grenelle contre les violences conjugales.
Lors du remaniement ministériel du 16 octobre 2018, son portefeuille est élargi à la Lutte contre les discriminations.

#### Loi dite Schiappa, Lutte contre les inégalités salariales et émancipation économique des femmes
En octobre 2017, Marlène Schiappa annonce préparer pour 2018 un projet de loi qui prévoit notamment de verbaliser le harcèlement de rue, d'allonger la prescription des crimes sexuels sur mineurs et de fixer un âge en dessous duquel un enfant ne saurait être considéré comme consentant à une relation sexuelle. Connue comme la « loi Schiappa »,,, portée avec la ministre de la Justice Nicole Belloubet, le « projet de loi renforçant la lutte contre les violences sexuelles et sexistes » est étudié à l'Assemblée nationale en mai 2018. Le texte est adopté à l'unanimité au Sénat et à l'Assemblée nationale les 31 juillet et 1er août, et promulgué le 3 août 2018.
Marlène Schiappa a proposé plusieurs mesures, dont : un plan pour promouvoir la mixité des métiers dès le plus jeune âge, notamment le numérique ou les sciences en 2017 ; des actions pour valoriser l'entreprenariat féminin ou encore des mesures associées à la parentalité : le 1er juillet 2021, le congé paternité est porté de 11 à 25 jours.
En août 2017, elle invite les dirigeants des dix entreprises les moins bien classées au baromètre Ethics & Boards de l'égalité professionnelle homme - femme à une session de formation et de sensibilisation au sein de son ministère. Elle avertit que les noms des absents seront divulgués à la presse.

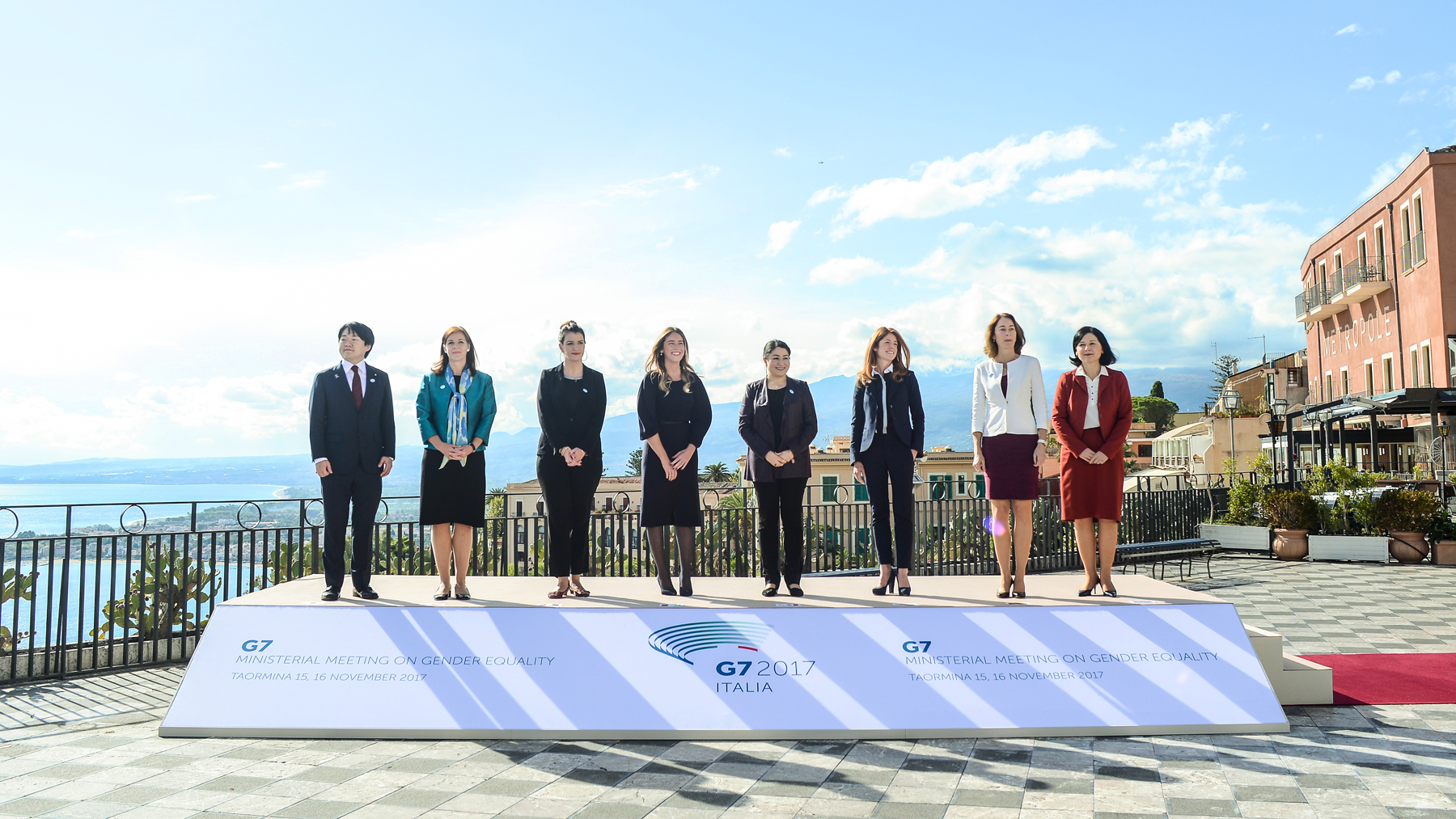
Marlène Schiappa avec ses homologues étrangers au sommet du G7 de 2017 en Italie.

Dans le cadre du G7 de 2019, le président de la République Emmanuel Macron a annoncé l'engagement de la France à porter une loi pour l'émancipation économique des femmes. Marlène Schiappa et Bruno Le Maire seront chargés de ce sujet.

#### Diplomatie féministe et Tour de France de l'Égalité

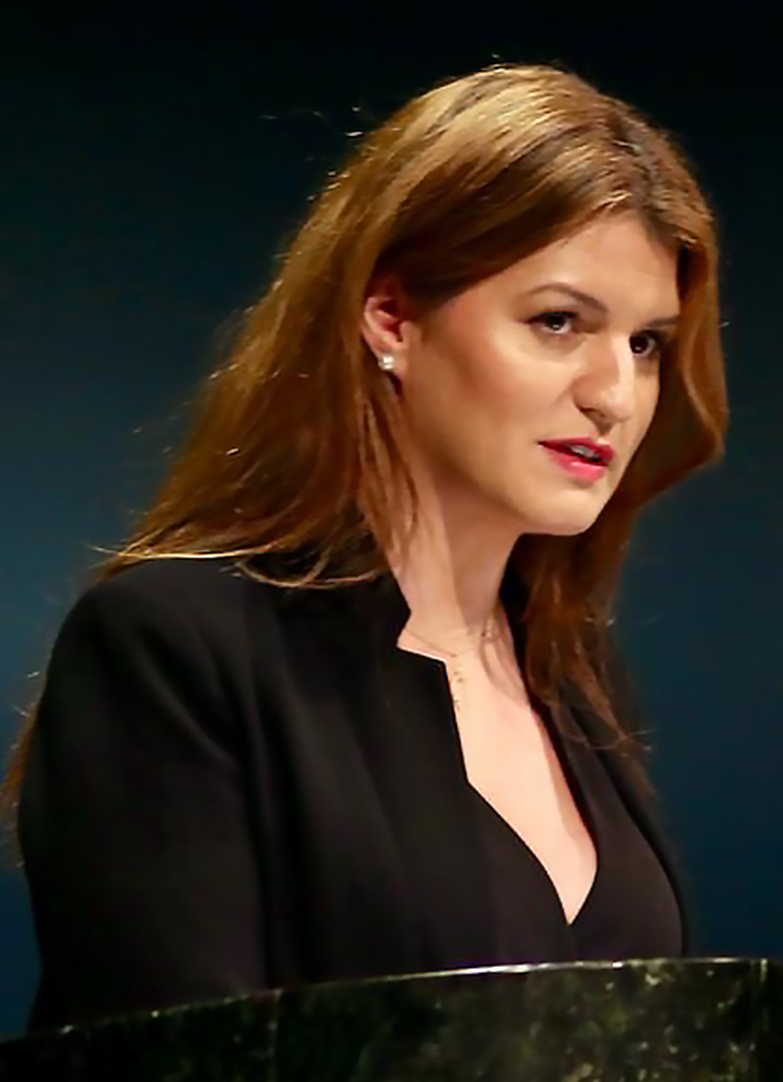
Marlène Schiappa à la tribune de l’ONU en 2019.

Le 13 mars 2018, aux Nations unies à New York, au nom de la France dans le cadre de la 62e session de la Commission de la condition de la femme (CSW62), Marlène Schiappa conclut son intervention par « France is back, and so is feminism » (« La France est de retour, le féminisme aussi »), revendiquant une diplomatie féministe,.
Les 8 et 9 mai 2019, Marlène Schiappa préside la réunion ministérielle avec ses homologues du G7 en France consacrée à l'égalité entre les femmes et les hommes. Une déclaration des 7 pays a été signée avec des engagements relatifs à la lutte contre les violences sexuelles et sexistes, le cyber-harcèlement, l'entreprenariat des femmes ou encore l'éducation des filles,,. Lors de la réunion du G7 à Biarritz fin août 2019, où Emmanuel Macron propose un partenariat pour lutter contre les discriminations entre femmes et hommes, elle exhorte les chefs d’État du G7 à adopter au moins l'une des lois proposées par le Conseil consultatif du G7,.
Entre octobre 2017 au 8 mars 2018, un débat public sur l'égalité entre les femmes et les hommes et sur ce que les Français attendent des pouvoirs publics en la matière est lancé. Plus de 55 000 personnes participent à 824 ateliers, dont plus de 20 000 personnes sur le thème des violences sexistes et sexuelles. Il en résultera 50 propositions,.

#### Lutte contre les violences anti-LGBT
La secrétaire d'État, qui affirme que les agressions homophobes sont en forte augmentation, présente en novembre 2018 un plan au Gouvernement comprenant onze mesures afin de lutter contre les violences envers les personnes de la communauté LGBT. Ce plan comprend la mise en place d'une campagne de communication nationale dans la presse et internet « LGBTphobies » ; présence au sein des commissariats de police et des brigades de gendarmerie de référents formés pour accueillir et prendre en charge les victimes ; mise en place d'une formation initiale et continue pour les forces de police et de gendarmerie en lien avec la DILCRAH ; mise en place de formations obligatoires destinées à la lutte contre les « LGBTphobies » dans l'ensemble des écoles du service public (par exemple l'école nationale d’administration pénitentiaire) ; interventions en milieu scolaire des associations agréées engagées dans la lutte contre la haine anti-LGBT ; élargissement des compétences des comités opérationnels de lutte contre le racisme et l'antisémitisme à la lutte contre la haine anti-LGBT ; évaluation rapide de l'efficacité du plan national de mobilisation contre la haine et les discriminations anti-LGBT, piloté par la Dilcrah en décembre 2016, par la commission nationale consultative des droits de l'Homme ; poursuite de l'engagement de la France sur le plan international en faveur de la dépénalisation mondiale de l'homosexualité ; ouverture d'une ligne d'écoute pour les personnes LGBT, destinée à la Guadeloupe et à la Martinique,,.

### Ministre déléguée chargée de la Citoyenneté
Lors de la formation du gouvernement Jean Castex, le 6 juillet 2020, elle est nommée ministre déléguée chargée de la Citoyenneté, auprès du nouveau ministre de l’intérieur Gérald Darmanin. Elle indique que figurent dans son portefeuille « les enjeux de cohésion nationale, le respect du principe de laïcité, la défense du droit d’asile, l’accueil des réfugiés, les projets liés à la lutte contre le « séparatisme », l’engagement des forces de l’ordre dans la protection des femmes victimes de violence, mais aussi tous les enjeux du ministère de l’Intérieur auxquels le ministre [l]’associe ». Elle fait publiquement état de l'étendue de ses attributions alors que celles-ci n’ont pas encore été validées par le secrétariat général du gouvernement, qui ne retient finalement pas la lutte contre les violences faites aux femmes.

#### Laïcité
Ses positions sur la laïcité et l'islamophobie ont évolué vers une conception universaliste de la laïcité, proche du Printemps républicain dont elle côtoie les fondateurs. À ce titre, elle dissout l'Observatoire de la laïcité afin de « faire évoluer » la structure et lance des « États généraux de la laïcité », qui lui valent une déclaration hostile d'Emmanuel Macron (qui n'avait pas été averti,) et le boycott de 28 organisations syndicales et associatives.

#### Séparatisme et dérives sectaires
Le 26 juillet 2020, Marlène Schiappa annonce que le projet de loi contre le séparatisme visera notamment « l'islam politique ». Il est présenté en décembre 2020 sous le nom de « projet de loi confortant les principes républicains ».
À la suite de l'assassinat de Samuel Paty, elle annonce la création « d’une unité de contre-discours républicain sur les réseaux sociaux », et en avril 2021, elle crée le fonds Marianne à destination des associations promouvant les « valeurs de la République », doté de 2,5 millions d'euros pour lutter contre les « discours haineux et séparatistes » sur les réseaux sociaux. À la suite d'une enquête de Mediapart, les procédures de fonctionnement du fonds Marianne font l'objet d'une information judiciaire notamment pour « détournement de fonds » et « abus de confiance » du parquet national financier en 2023.
À la suite du développement de nouvelles formes d'emprises sectaires amplifié par la pandémie de Covid-19, Marlène Schiappa relance la Miviludes, désormais intégrée au Comité interministériel de prévention de la délinquance et la radicalisation, annonçant multiplier ses moyens par dix avec une magistrate à sa tête. Pour valoriser la mobilisation des travailleurs étrangers pendant la crise sanitaire, Marlène Schiappa adresse une circulaire aux préfets leur demandant d'examiner plus rapidement les demandes de naturalisation de ces travailleurs étrangers, dont quelque 2 000 obtiennent la nationalité française,.

#### Violences conjugales et prévention de la délinquance
Contre les violences conjugales, elle met en œuvre les mesures du Grenelle des violences conjugales qui concernent le ministère de l'Intérieur : extension et traduction de la grille d'évaluation du danger, formation des policiers et gendarmes aux violences, recrutements d'intervenants sociaux en commissariats et brigades de gendarmerie… Le 1er juillet 2021, à l'occasion du Forum Génération Égalité, elle annonce la création d'un réseau mondial des forces de police pour lutter contre les violences conjugales en lien avec ONU Femmes. À l'occasion de la journée internationale des droits des femmes du 8 mars 2021, elle annonce un plan de féminisation du ministère de l'Intérieur visant à promouvoir l'égalité femmes-hommes au sein du ministère.
À la suite de la mort d'une adolescente de 14 ans victime de harcèlement et noyée dans la Seine en mars 2021 après avoir été frappée par deux de ses camarades, Marlène Schiappa annonce la création d'un comité des parents contre le harcèlement. Après avoir porté la loi verbalisant le harcèlement de rue dans ses précédentes fonctions, elle crée des « zones rouges » et un « baromètre du harcèlement de rue ».

### Secrétaire d’État chargée de l’Économie sociale et solidaire et de la Vie associative
Le 4 juillet 2022, elle est nommée secrétaire d’État chargée de l’Économie sociale et solidaire et de la Vie associative, dans le gouvernement Borne. Elle est écartée du gouvernement lors du remaniement du 20 juillet 2023, vivement critiquée pour sa gestion du fonds Marianne.

## Vie professionnelle après le gouvernement
En novembre 2023, elle rejoint l'agence de communication Tilder.
En janvier 2024, Marlène Schiappa s'inscrit en école de commerce à l'EM Lyon Business School,.
En août 2024, elle rejoint BFMTV et Éric Brunet en devenant chroniqueuse de son émission. En septembre, elle intègre l'équipe des chroniqueurs de l'émission Estelle Midi, présentée par Estelle Denis, sur la radio RMC (également diffusé sur la chaîne RMC Story), avec une première émission le 17 septembre.

### Next Women 40
Next Women 40 est une initiative lancée par Marlène Schiappa à travers son ONG Actives, visant à sélectionner 40 femmes pour diriger des entreprises du CAC 40. Un jury composé de personnalités influentes a été formé pour évaluer les candidatures, parmi lesquelles figurent Anne-Marie Couderc (présidente d'Air France), Alexandra Alberti (chasseuse de têtes), Gianmarco Monsellato (CEO de Deloitte) et Fabienne Arata (DG de LinkedIn). Le projet a pour objectif de promouvoir le leadership féminin dans le monde des affaires.

« J'ai lancé le Next Women 40, une liste des prochaines femmes qui prendront la tête du CAC 40, pour qu'on arrête de prétendre qu'on ne les trouve pas »

— Marlène Schiappa, Affiches Parisiennes.
En novembre 2024, ces dirigeantes ont été reçues à l’Élysée par le président Emmanuel Macron. Cette édition a récompensé notamment Anne Browaeys, directrice générale des marchés Europe et Afrique du Club Med, Cécile Cabanis, directrice financière de LVMH, Delphine Ernotte, directrice générale de France Télévisions, Ana Giros, directrice générale adjointe chargée de la stratégie, de la RSE et des grands projets d’Equans, ainsi que Véronique Bedague, PDG de Nexity.

## Prises de position

### Féminisme et avis sur le port du voile
Marlène Schiappa dit être « originairement une militante féministe », notamment au regard de son expérience de l'asymétrie des responsabilités liées à la parentalité,,. En outre, elle est marraine ou juré de plusieurs organisations : États généraux de la femme, Prix Trajectoires HEC au féminin, trophée 1 001 vies, Prix Power Starter, Prix de l'entrepreneuse.
Elle a animé plusieurs séminaires de formation à l'égalité femmes-hommes et au leadership féminin à l'ENA auprès de femmes politiques et hauts fonctionnaires du pourtour méditerranéen.
Elle intervient plusieurs fois au sein de la Fondation Jean-Jaurès au sujet des violences faites aux femmes.
En mars 2018, Marlène Schiappa, Roselyne Bachelot et Myriam El Khomri font une lecture-spectacle des Monologues du vagin au théâtre Bobino. Les bénéfices du spectacle vont au Collectif féministe contre le viol.
En juillet 2014, elle publie sur le Huffington Post une tribune intitulée : « Non, cher Manuel Valls, les quartiers populaires ne sont pas antisémites », dans lequel elle se dit contre l'interdiction du voile islamique pour les mères accompagnant les sorties scolaires, tout en condamnant fermement l'antisémitisme, « un fléau, une horreur, une abomination ». Elle précise sa position sur le port du voile dans une interview au magazine Elle : « Ma position est claire : la loi de 1905 ne reconnaît et ne subventionne aucun culte, le voile est interdit pour les personnes représentant l'État. Quand vous êtes fonctionnaire, vous ne pouvez porter un signe religieux. En revanche, dans la rue, si vous souhaitez porter un voile, c'est votre choix ». Son livre Laïcité, point ! (l'Aube, 2018) revient plus longuement sur ce sujet. Dans une vidéo pour la fondation Jean-Jaurès datant de septembre 2016, elle s'oppose à la présence de la messe et des cérémonies religieuses à la télévision publique ; elle précise par la suite qu'elle ne se faisait que la porte-parole des débats d'une journée de séminaire collectif sur la laïcité et les droits des femmes, qu'elle en faisait le compte rendu dans la vidéo et que les propos ont été sortis de leur contexte,.

### Défense des hommes victimes de violences sexuelles, allongement du congé pour le décès d'un enfant et opposition aux réunions non-mixtes
En 2018, Marlène Schiappa a pris la défense des hommes et des garçons victimes de violences sexuelles, s'émouvant publiquement du tabou dont le sujet fait l'objet alors que #MeToo semblait libérer la parole,,.
Le 30 janvier 2020, une proposition de loi du groupe UDI, Agir et indépendants visant à instaurer un congé de deuil de douze jours plutôt que cinq pour le décès d'un enfant est rejetée à l'Assemblée nationale. Marlène Schiappa indique être favorable à la proposition et affiche son désaccord avec la ministre du Travail Muriel Pénicaud. Selon Le Parisien, Marlène Schiappa aurait mis sa démission dans la balance. Après une intervention publique d'Emmanuel Macron, le gouvernement soutient finalement la proposition, adoptée le 26 mai 2020 par l'Assemblée nationale.
Marlène Schiappa a pris position contre l'UNEF, dont la présidente Mélanie Luce a affirmé en mars 2021 qu'elle avait déjà organisé des réunions non-mixtes, accusant l'association de postures indigénistes en qualifiant les personnes en fonction de leur couleur de peau.

## Controverses

### Violences obstétricales
Le 20 juillet 2017, lors de son audition devant la délégation aux droits des femmes du Sénat, elle annonce avoir demandé au Haut Conseil à l'égalité entre les femmes et les hommes (HCE) un rapport sur les « violences obstétricales »,, avançant que le taux d'épisiotomies en France serait de 75 % pendant les accouchements, chiffre qui, selon elle, relève de la maltraitance. Ce chiffre est récusé par les gynécologues,. Dans une lettre ouverte à Marlène Schiappa, le professeur Israël Nisand, président du Collège national des gynécologues et obstétriciens français, et ses collègues se disent « à la fois surpris et profondément choqués » par « le relais » qu’elle donne à « des informations fausses ». Le Conseil national de l'Ordre des sages-femmes soutient, quant à lui, la démarche de Schiappa et considère qu'il s'agit d'un « sujet essentiel » qui doit « impérativement être étudié ». Plusieurs articles de presse soulignent que, derrière la polémique, il y a un sujet politique important,,,,.

### Intervention dans l'affaire Christophe Dettinger
En janvier 2019, des Gilets jaunes lancent une cagnotte sur le site Leetchi en soutien à la famille de Christophe Dettinger, le boxeur ayant commis des violences sur des gendarmes mobiles lors de la manifestation du 5 janvier à Paris, ce qui provoque des critiques de la part des syndicats de police et de certains membres du gouvernement.
Le 8 janvier, Marlène Schiappa déclare : « On a là quelqu'un qui a commis des faits très graves, qui a frappé un policier dans l'exercice de ses fonctions, qui était en train de maintenir l'ordre public, c'est gravissime ». Estimant que cette cagnotte soutient un acte délictueux, elle déclare que celle-ci est « illégale », ce que contredit Libération car celle-ci a été organisée dans le but de financer les frais de justice. Marlène Schiappa réclame la suspension de la cagnotte et demande même l'identification des donateurs en déclarant que soutenir celle-ci « rend complice » de l'acte et l'encourage. Dans la journée, la société clôt la cagnotte et gèle le montant.
Cette clôture de la cagnotte demandée par la secrétaire d’État a des conséquences juridiques : le 18 mars 2019, s'estimant lésé par Leetchi, Christophe Dettinger assigne la plateforme en justice pour obtenir le versement de plus de trois millions d'euros d'indemnisation au titre de « la perte de chance » que constitue selon lui la fermeture anticipée de la cagnotte. Le 6 janvier 2021, le tribunal judiciaire de Paris annule la cagnotte et ordonne de restituer à l'ensemble des participants les fonds collectés.

### Promotion de son livre par son cabinet
Le 22 mai 2018, le cabinet du secrétariat d’État chargé de l’Égalité entre les femmes et les hommes a envoyé à des journalistes figurant dans son fichier presse une invitation à une dédicace à l’occasion de la sortie d’un livre de Marlène Schiappa, Si souvent éloignée de vous. Dans cet ouvrage, il est pourtant précisé que « ce livre n’est ni une communication gouvernementale ni un bilan d’action politique, mais un récit purement personnel, partiel et parfois romancé. Les propos tenus ici n’engagent que leur auteure ».
Jean-Christophe Picard, président de l'association Anticor, qui lutte contre la corruption et pour l'éthique en politique, a annoncé avoir saisi la Commission nationale de l'informatique et des libertés (CNIL) et le Premier ministre en envoyant une lettre à chacun d'eux leur demandant d'agir en conséquence, étant donné que d'après la loi, « il convient de limiter l’usage des deniers publics au strict accomplissement de la mission ministérielle en ne tirant pas profit de ses fonctions pour soi-même ou pour ses proches ».
Dans leurs réponses, le Premier ministre plaide pour « une erreur humaine » et la CNIL clôt la plainte d'Anticor invoquant en plus « une erreur commise de bonne foi et isolée ». La CNIL profite de l'occasion pour rappeler les obligations liées au règlement général sur la protection des données (RGPD).

### Activité promotionnelle sur le web
En août 2018, le service « Checknews » du journal Libération révèle que le compte Twitter de soutien à l’action de Marlène Schiappa (alors secrétaire d'État chargée de l’Égalité entre les femmes et les hommes), « @Avec_Marlene », est géré par Mathieu Pontécaille, conseiller spécial, chargé de la stratégie communication et de la presse au sein de son cabinet. Interrogé par le journal, Mathieu Pontécaille reconnaît avoir créé l'adresse de courriel associée au compte de soutien et que le cabinet l’« alimente en éléments de langage, de ripostes et contenus », et qu'il l’utilise de manière « épisodique » pour tweeter. Il affirme cependant que le compte est géré par « une dizaine de bénévoles », « soutiens de la première heure ».
Interrogée sur France Info dans l’émission « Vrai ou Fake », la ministre dit ne pas voir de problème à l'utilisation du compte par son cabinet, pratique qui n’est « pas illégale ».
Revenant sur cet épisode en décembre 2020, le journal Le Monde affirme que « le cabinet Schiappa doit s’astreindre à une veille incessante des réseaux sociaux. Il faut assurer une autopromotion effrénée, repérer les « like » des opposants, pourquoi pas créer des faux comptes pour soutenir la ministre ».
En janvier 2021, Pauline Bock, journaliste du site Arrêt sur images, désigne à travers la « schiappasphère » un ensemble de comptes Twitter dont la seule activité est de promouvoir l'action de la ministre.
Un an plus tard, le 9 février 2022, Pauline Bock rapporte sur le même site que l'un des conseillers de Marlène Schiappa, Yenad Mlaraha, a rédigé près d'un quart du texte de la page du projet d'encyclopédie en ligne Wikipédia en français consacrée à Schiappa, dans un but promotionnel. L'alerte est initialement donnée par des bénévoles de l'encyclopédie, notamment via l'apposition d'un bandeau alertant sur le « caractère autobiographique ou autocentré » de la page,,.
Contactée par le Huffington Post, l'équipe de communication de la ministre justifie les modifications réalisées en expliquant que : « la page […] est en effet régulièrement l’objet d’actes de vandalismes et même d’insultes » — une tentative de justification contredite par les faits — « ou donne lieu à des compilations d’anecdotes hostiles », ainsi que par la nécessité d'« apporter des infos comme les lois qu’elle a portées ».

### Ambiance de travail dégradée au sein de son cabinet
Début décembre 2020, Le Monde publie un portrait de Marlène Schiappa, dans lequel sont pointés le « caractère explosif » de la ministre et l’ambiance « désastreuse » qui aurait régné au sein de son ancien cabinet au secrétariat d’État à l’égalité entre les femmes et les hommes,. Le journal révèle qu’entre 2017 et 2019, quatre directeurs de cabinet et treize conseillers se sont succédé, certains faisant part d’un « traumatisme persistant » après leur passage. Ils évoquent « des comportements managériaux très rudes, décrivent un cabinet fracturé à dessein, avec un rôle privilégié réservé à deux hommes, son directeur de cabinet adjoint et son conseiller presse, à qui il faut obéir sans réserves, au détriment des conseillères, assignées à un travail de soutien, qui deviennent boucs émissaires quand l'empressement de la ministre n'est pas satisfait ». Certains dénoncent aussi des attaques sur le physique ou la tenue vestimentaire.
Face à ces accusations, son conseiller spécial, Mathieu Pontécaille, reconnaît que « des conseillers ont bien été virés, mais pour des raisons légitimes » et explique que « la ministre n'ait pas un caractère coulant, qu'elle soit sanguine – ce qui est un trait de caractère corse –, soit… mais il y a eu des aigreurs injustifiées qui se sont répandues auprès de Matignon pour venir régler des comptes. Il y a eu un sentiment de trahison ». Le 5 décembre 2020, dans un droit de réponse adressé au journal Libération, sept membres du cabinet de la ministre réfutent les accusations et déclarent : « Nous, conseillers en poste de longue date auprès de Marlène Schiappa […], démentons très fermement ces allégations et déplorons les formulations ambiguës et les sous-entendus qui amènent à mettre en cause la ministre dans le but de la discréditer ». De son côté, Marlène Schiappa répond au journal : « C'est vrai qu'il y a eu des moments chauds, des gens qui ne s'entendaient pas ».

### Tribune au JDD sur les femmes précaires
Dans une tribune au JDD, publiée en janvier 2023 et coécrite avec des députées de la majorité, elle soutient le projet de réforme des retraites, en expliquant qu'il protège les femmes qui vont prendre leur retraite « après une carrière hachée, à temps partiel, avec un petit salaire », via le minimum de 1 200 euros mis en avant dans les médias une « mesure phare » de la réforme, mais dont la réalité est mise à rude épreuve par les vérifications des faits dans les médias. Un peu plus tard, elle donnera une interview dans le magazine Playboy, mal accueillie en raison du contexte social tendu et des controverses apparues au même moment sur le fonds Marianne contre les discours séparatistes sur Internet. La Première ministre lui fera en particulier savoir que ce n’était « pas du tout approprié, à plus forte raison dans la période actuelle ».

### Interview dans le magazinePlayboy
Le 31 mars 2023, le journal Le Parisien annonce que Marlène Schiappa fera la couverture du magazine Playboy en avril, ce qui provoque de nombreuses réactions médiatiques aussi bien au niveau national (et au sein même du gouvernement) qu'à l'étranger. Le Monde note que les pages sont publiées aux côtés d'un texte de l’avocat Emmanuel Pierrat, récemment condamné en première instance pour harcèlement, et, selon Yann Barthès dans Quotidien, « entre un interview du zemmouriste Gilbert Collard […], une carte blanche à Ivan Rioufol de CNews […] et un interview-fleuve de l'écrivain sulfureux Marc-Édouard Nabe », l'iconographie érotique traditionnelle du magazine étant selon lui peu cohérente avec la revendication « féministe » de la ministre.
Isabelle Rome, ministre chargée de l'Égalité entre les femmes et les hommes, critique le choix de Marlène Schiappa d'apparaître dans Playboy « « À mes yeux, défendre les droits des femmes dans Playboy reviendrait à lutter contre l’antisémitisme en accordant un entretien à Rivarol », assure-t-elle. Selon Le Canard enchaîné, Marlène Schiappa répond par SMS à la ministre l'ayant succédé « Ne pas avoir de notoriété, ce n'est pas grave en politique. Ne pas avoir d'action concrète, déjà plus. Ne pas avoir de tripes, encore plus. Tu n'es qu'un sac à main de seconde main. Trouve le courage de me rappeler plutôt que de parler dans mon dos », ce qui déclenche une nouvelle polémique.

### Fonds Marianne contre les discours séparatistes sur Internet
En mars 2023, le journal Marianne et L’Œil du 20 heures de France 2 rendent publique une enquête menée en 2022 qui remet en cause la bonne gestion et l'utilisation de l'argent du « fonds Marianne ». Ce fonds de 2,5 millions d'euros permis par les dotations publiques, est lancé en 2021 par Marlène Schiappa – alors ministre déléguée chargée de la Citoyenneté auprès du ministre de l’Intérieur – après l’assassinat de Samuel Paty par un terroriste islamiste, le 16 octobre 2020. Il avait pour but de « promouvoir les valeurs républicaines et combattre les discours séparatistes sur Internet face à la radicalisation en ligne » , mais l’activité de l'une des associations subventionnées « laisse planer des zones d’ombre » quant à l’utilisation de ce fonds. Elle aurait permis à des personnes de « s’enrichir indûment »,,.
À la suite de ces révélations, l'inspection générale de l'administration est saisie pour établir un audit sur l'utilisation des fonds.
En avril 2023, Mediapart indique que le fonds Marianne a également alimenté une structure distincte alors tout juste créée, et qui a diffusé des contenus politiques à l’encontre d’opposants d’Emmanuel Macron pendant les campagnes électorales de l'élection présidentielle de 2022 et les élections législatives la même année. Anne Hidalgo, visée par les vidéos, dépose plainte contre X pour détournement de fonds publics, abus de confiance et infraction à la législation du code électoral sur les modalités de financement des campagnes électorales et les socialistes déposent une proposition de commission d’« enquête flash » au Sénat. Ni l’Élysée ni Matignon ne réagissent, la secrétaire d'État réfute les accusations.
En mai 2023, une commission d’enquête sénatoriale auditionne le préfet Christian Gravel sur les modalités de sélection des projets financés par le fonds Marianne. Selon le seul compte rendu de sélection communiqué à la commission, l'association Coexister a été écartée du processus de sélection en raison de son « positionnement […] explicitement en opposition avec la ligne gouvernementale ». Selon les déclarations du préfet : « Son approche est en lien avec des acteurs que nous ne considérons pas comme des défenseurs de la République et qui cherchent même, parfois, à l'affaiblir »,,,. Le même mois, le parquet national financier ouvre une information judiciaire notamment pour « détournement de fonds » et « abus de confiance ».
En juin 2023, Mediapart complète le témoignage de l'ancien directeur de cabinet de Marlène Schiappa, Sébastien Jallet, devant la commission d’enquête sénatoriale en révélant qu'elle a personnellement exclu SOS Racisme du dispositif pour des raisons de « contentieux personnel », alors que l'administration avait validé une subvention de 100 000 €. Cette information, ainsi que les récits faits devant la commission d’enquête sénatoriale, contredisent les conclusions de la mission d’inspection et les affirmations de l'entourage de la ministre, selon lesquelles elle « n’a pas pris part aux sélections »,,. Le rapporteur de la commission d'enquête, Jean-François Husson, déclare quelques jours après la tenue de la réunion « À sa place, je démissionnerais. Notre rapport conclura qu’elle ne dit pas la vérité. »

## Projets artistiques et culturels

### Les monologues du vagin
Le 7 mars 2018, Marlène Schiappa participe avec les anciennes ministres Myriam El Khomri et Roselyne Bachelot aux Monologues du vagin, une pièce de théâtre où elles incarnent divers témoignages liés aux droits des femmes. Elles y abordent des sujets sensibles tels que les viols de guerre, l'accouchement, l'excision, la prostitution, le changement de sexe, la maternité et le plaisir féminin. Le spectacle visait à soutenir le Collectif féministe contre le viol, et les spectateurs étaient invités à faire des dons pour cette cause. Marlène Schiappa souligne l'importance de briser les tabous autour du corps féminin en participant à cette représentation,.

### Série télévisée
Le journal La Lettre révèle le 18 octobre 2023 que l'ex-ministre est en cours de création d'une fiction politique pour la télévision, en collaboration avec deux anciens conseillers ministériels, Alexandre Dimeck-Ghione et Yenad Mlaraha. La série sera produite par la société Elephant, connue pour des productions comme Jusqu'ici tout va bien sur Netflix ou Rebecca sur TF1,,.

## Synthèse des résultats électoraux

### Élections départementales
| Année | Étiquette | Étiquette | Nuance | Nuance | Binôme               | Canton    | 1er tour | 1er tour | 2d tour | 2d tour | Issue  |
| Année | Étiquette | Étiquette | Nuance | Nuance | Binôme               | Canton    | %        | Rang     | %       | Rang    | Issue  |
| ----- | --------- | --------- | ------ | ------ | -------------------- | --------- | -------- | -------- | ------- | ------- | ------ |
| 2015  |           | DVG       |        | BC-SOC | Stéphane Chevet (PS) | Le Mans-3 | 24,02    | 2e       | 43,10   | 2e      | Battue |

### Élections régionales
Les résultats ci-dessous concernent uniquement les élections où elle est tête de liste (départementale).
| Année | Liste | Liste                  | Région        | Département | 1er tour | 1er tour | 2d tour | 2d tour | Sièges obtenus |
| Année | Liste | Liste                  | Région        | Département | %        | Rang     | %       | Rang    | Sièges obtenus |
| ----- | ----- | ---------------------- | ------------- | ----------- | -------- | -------- | ------- | ------- | -------------- |
| 2021  |       | LREM-MoDem-Agir-TdP-PÉ | Île-de-France | Paris       | 14,05    | 3e       | 10,06   | 3e      | 4 / 44         |

## Publications

### Sous le nom de Marlène Schiappa
- J’aime ma famille, illustrations de Pacco (Robert Laffont et Marabout, 2010)
- Osez l'amour des rondes (La Musardine, 2010)
- Maman travaille, le guide (First, 2011)
- Je reprends le travail après bébé (Tournez la page, 2012)
- Le Dictionnaire déjanté de la maternité (Michalon, 2013)
- Éloge de l’enfant roi (Bourin, 2013)
- Les 200 astuces de Maman travaille (Leducs, 2013)[190]
- Le Guide de grossesse de Maman travaille (Leducs, 2014)[191]
- Pas plus de 4 heures de sommeil, roman, Stock, 2014
- Avec Cédric Bruguière, J’arrête de m’épuiser, Eyrolles, 2015
- Avec Cédric Bruguière, Plafond de mère (Eyrolles, 2016)
- Marianne est déchaînée (Stock, 2016)
- Collectif (dir.), Lettres à mon utérus (La Musardine, 2016)
- Femmes de candidats (Bourin, 2017)
- Où sont les violeurs ? Essai sur la culture du viol (L'Aube, 2017[192] ; poche, L'Aube, 2018)
- Les lendemains avaient un goût de miel (Charleston, 2017)
- Le Deuxième Sexe de la démocratie (L'Aube, 2018)
- Si souvent éloignée de vous : lettres à mes filles (Stock, 2018)[193]
- Une et indivisible : L'Urgence de défendre la République (l'Aube, 2019)[194]
- Entre toutes les femmes : Onze rencontres exceptionnelles (Grasset, 2020)[195]
- Les Droits des femmes face aux violences (Dalloz, 2020)
- Sa façon d'être à moi (Stock, 2021)
- C'est une bonne situation, ça, ministre ? (éditions de l'Observatoire, 2022)
- Juste une petite gifle (éditions de l'Observatoire, 2023)
- Les droits des femmes au travail (Dalloz, 2024)
- Scandale (Fayard, 2024)[196]
- Nos si petites ambitions . Pour une révolution de la réussite des femmes (Éditions de l'Aube, 2024)[197]
- Le pouvoir de dire non... pour enfin faire respecter mes limites (Eyrolles, 2025)[198]

#### Contributions
- La Seule Chose à briser, c'est le silence, collectif dirigé par Nadia Hathroubi-Safsaf, Les Points sur les i, 2015
- Ensemble contre la gynophobie, de la cinéaste Lisa Azuelos (Stock, 2016)

### Sous le pseudonyme Marie Minelli
- Osez réussir votre divorce (La Musardine, 2012)
- Osez les sexfriends (La Musardine, 2013)
- Collectif, Osez 20 histoires d'amour… et de sexe (La Musardine, 2013)
- Collectif, Osez 20 histoires de voyeurs et d'exhibitionnistes (La Musardine, 2013)
- Sexe, mensonges et banlieues chaudes (La Musardine, 2014)
- Collectif, Osez 40 histoires érotiques de Noël (La Musardine, 2014)
- Les Filles bien n'avalent pas (La Musardine, 2014)
- 150 endroits où avoir fait l'amour au moins une fois (First, 2014)
- Comment transformer votre mec en Brad Pitt en 30 jours (La Musardine, 2015)
- Collectif, Osez 20 histoires de faits-divers sexuels (La Musardine, 2015)
- Osez la première fois (La Musardine, 2015)
- Osez l'orgasme féminin (La Musardine, 2019)

## Distinctions
- 2018 : elle est nommée parmi les 100 Young Global Leaders (« jeunes leaders mondiaux ») du Forum économique mondial[199].
- 2019 : elle reçoit le premier prix Révélation politique de l'année pour Le Trombinoscope.
- 2021 : Grand prix de l'humour politique pour « On ne va pas s'interdire les plans à trois »[200].
- 2023 : Prix de la persévérance pour « Être mise en cause par Médiapart, c’est le meilleur moyen de rester au gouvernement »[201].

### Décorations
- 2025 :  Chevalière de la Légion d'honneur[202].